# Double Trouble (film 1941)
Double Trouble è un film statunitense del 1941, diretto da William West, con Harry Langdon. 

## Trama
La famiglia di John Whitmore, detto JW, grosso industriale dei fagioli in scatola, decidere di ospitare in America due fratellini orfani provenienti dall’Inghilterra, dove infuria la guerra. Ma, al loro arrivo, con costernazione di tutti si scopre che non si tratta di due bambini, ma di due persone già di una certa età, Albert e Alfred.
JW si fa convincere dal fidanzato di sua figlia Peggy, nonché addetto alla pubblicità dell’azienda, Sparky Marshall, a noleggiare a scopo promozionale, per 24 ore, un preziosissimo collier di diamanti. Ma i due maldestri fratelli inglesi, ora occupati alla catena di montaggio della fabbrica di JW, finiscono con l’inscatolare il gioiello in uno dei barattoli di fagioli, che, insieme agli altri, viene smistato per lo smercio.
La notizia si diffonde e i fagioli JW hanno una notevole impennata nelle vendite, tuttavia bisogna recuperare il prezioso, individuandone il barattolo, prima dello scadere del noleggio.
A tale scopo sarà fondamentale l’apporto di Albert ed Alfred, che, per meglio riuscire nell’operazione, si travestiranno da donne.